# 防衛戰
防衛戰就軍事而言，即指以防守武力阻擋抵抗他方入侵的戰爭，如：抗戰。近現代軍事防衛戰的發起，並不一定是被動，除了防衛固守外，也包含嚇阻用途的預防戰爭武力建置。

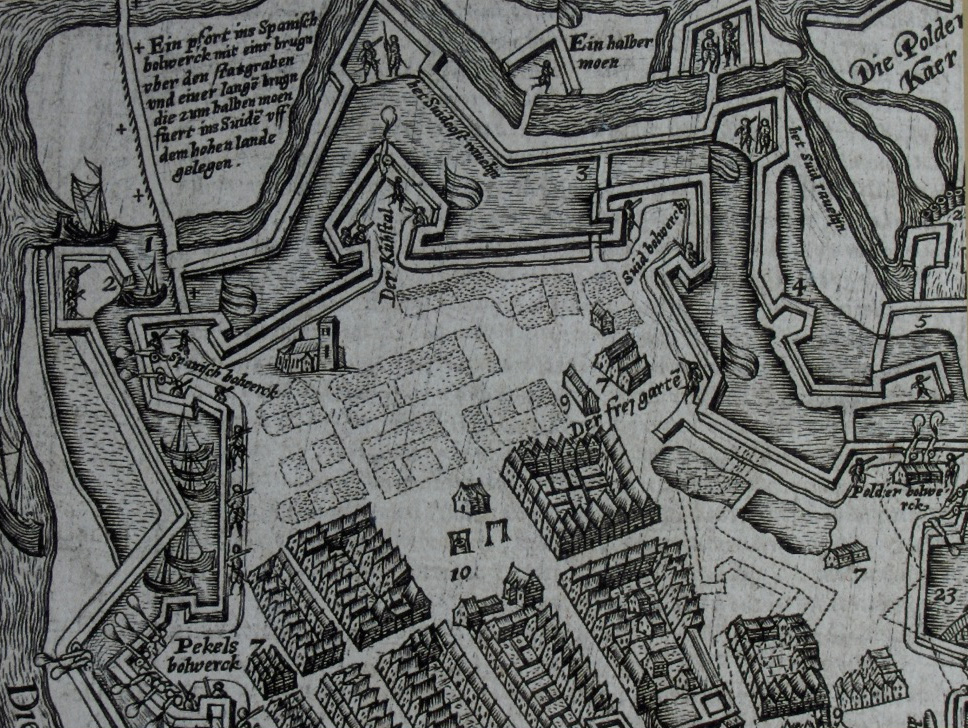
堡壘是最初的防衛構想

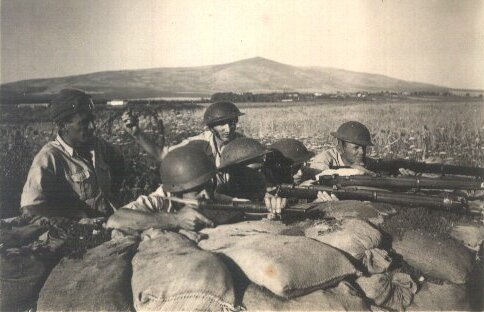
第一次中東戰爭以色列防衛陣地

## 简介
防卫战有战略战术两个层面之分，这里先介绍战术上的防卫战。
防卫战较多时候是发生在战略上或是战术上比较重要的的点或线上。从全局角度讲，防卫战一般发生在己方处于弱势，不得不被动接受进攻的情况下；从局部角度上看，防卫战有时是为了保证战略上不至于陷入被动而发动的。防卫战的战场比较固定，一般是重要的交通枢纽，重要城市，战争物资集散地，要塞堡垒等等。这些地方对于交战双方都具有巨大的意义，以至于守方不能放弃，攻方必须夺取，因此，从古至今，防卫战永远是最残酷的。
防卫战的守方战术一般是以地势地形为基础，再加以人工建筑防禦工事，形成的坚固防线。其目的在于守护重要据点，消耗敌人有生力量，为反击做准备。
防守方的战术决定着守卫者的命运，大胆与出敌意料之外的进攻是历代以来守卫者胜利的根本因素。因为在实力上的巨大差别，一味的消极抵抗最终都会使得保卫战失败。例如，二战时，澳新军团在北非作战，曾以步兵师对抗轴心国德意的联合军团。澳新军团的指挥官没有消极防守，而是在战前积极布置战场，指导战术，鼓励士气；在战斗中，常常在敌人后撤之际发动反击，打乱敌人作战计划。
天时，地利，人和，防卫战的防守方至少拥有其中一个才能有把握战胜敌人。例如，斯大林格勒保卫战后期，苏军转入反攻，连续发动了天王星计划，土星行动，将德军第六集团军包围。这时候，德军仍有300000人，但是因为苏联的冬季，陷于全面包围、进退不得、给养匮乏同时是异国作战，并且在大半年的城中巷战中损失惨重，士气低落，天时、地利、人和都不具有，最后大部投降，只有一小部分得以突围逃脱。
就单纯的防卫而言，也有包含进攻的防卫，比如美国人提出的“先发制人”的战术，但是这已经属于战略的范畴了。
战略上的防御战是保护国家主权不受侵害，反击侵略者的正义战争。在战略层面上，防御战既可以有死守式的保卫战，也有反击战，一切战术的最高指导就是运用地利、人和歼灭敌人。

## 防卫战战术

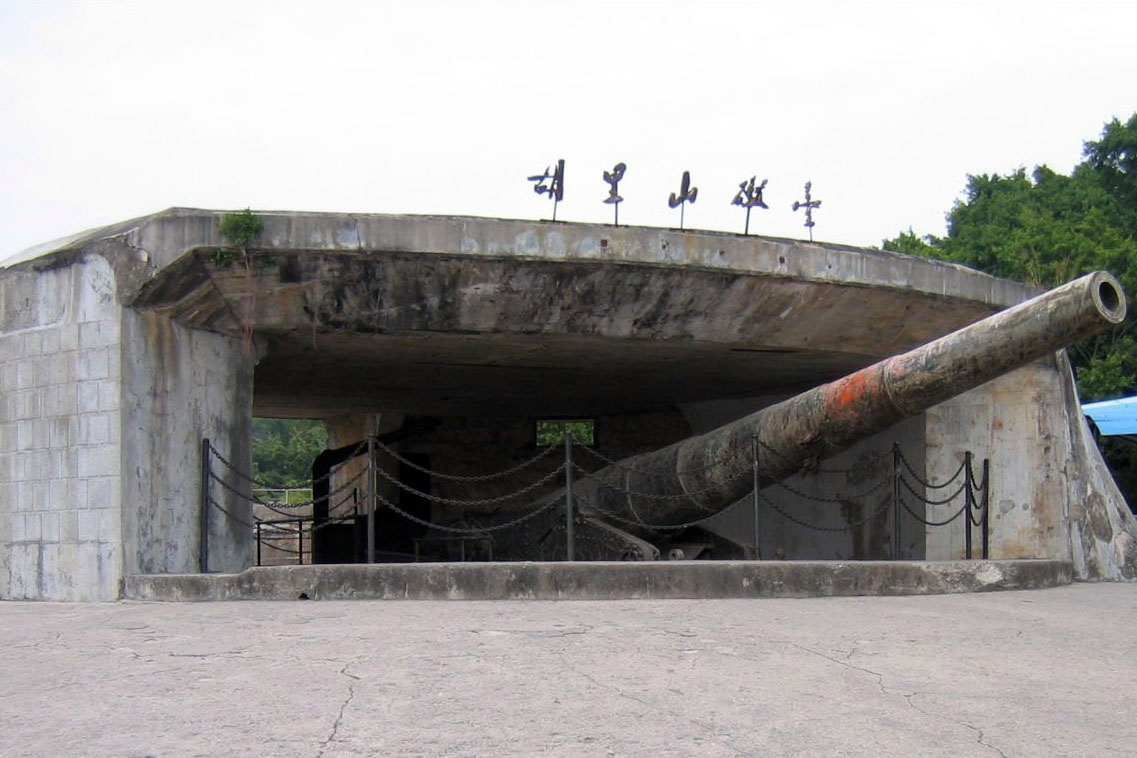
廈門胡里山砲台

中国古代战争最著名的守城战术典籍是墨家的《墨子》，《墨子》十五卷，其中第十四、十五卷全篇介绍了守城的装备、战术、要点，共二十篇，存十一篇，为《备城门》，《备高临》，《备梯》，《备水》，《备突》，《备穴》，《备蛾傅（即蚁伏，指步兵强行登城）》，《迎敌祠》，《旗帜》，《号令》，《集守》。《墨子》中的守城战术及其丰富，仅存的十一篇就几乎含盖了所有的冷兵器时代的攻城术。
宋朝时，因为政治上的腐败，思想上的不思进取，军事上文官指挥武官，导致军队战斗力下降，面对游牧民族的骑兵战术时，缺乏相应的进攻手段，不得不以防卫战为主，虽然期间也有狄青,岳飞，韩世忠等等优秀的战略战术家，但是军队的战斗力下降却是不争事实。因此，宋军的主要战术都是以防守为主，同时火药在军事上得到运用，各种热兵器开始在军事上发挥作用，极大的丰富了宋军的防卫战术。
西方的防卫战术一般是以堡垒、营寨作为依托，出现了冷兵器时代的象征——城堡，城堡在热兵器开始后，演变为棱堡。

## 防卫战著名战例
- 东汉赤壁之战（详见该条目）
- 北宋东京保卫战（详见该条目）
- 苏联斯大林格勒战役（详见该条目）